# 賛成 (朝鮮)
賛成（チャンソン、朝鮮語: 찬성）、または賛成事（チャンソンサ、朝鮮語: 찬성사）は、朝鮮における官職。

## 沿革
高麗の忠烈王元年（1275年）、官制の改編によって僉議府が設置されるとともに、門下侍郎平章事及び中書侍郎平章事が僉議侍郎賛成事、門下平章事及び中書平章事が僉議賛成事にそれぞれ改称された。定員は僉議侍郎賛成事、僉議賛成事ともに2名ずつであった。1293年、僉議府が都僉議使司に改められると都僉議侍郎賛成事、都僉議賛成事となる。1298年に忠宣王によって一時廃止されたり、1308年には中護へ改称、1356年には中書門下侍郎平章事、中書門下平章事に復したりしたが、1362年に門下賛成事とされ、そのまま高麗滅亡まで継続した。
朝鮮王朝成立後は門下府に侍郎賛成事と賛成事が1名ずつ置かれた。太宗14年（1414年）、同判議政府事を経て左参賛、右参賛に改編されたが、翌1415年には左参賛が賛成、右参賛が参賛となった。世宗19年（1437年）に賛成は2名に増員され、左賛成と右賛成に分割された。最終的には1895年に議政府が内閣へと改編されたことに伴い廃止された。